# Secretari general de l'ASEAN
El secretari general de l'ASEAN (Associació de Nacions del Sud-est Asiàtic) és nomenat per la cimera de l'ASEAN que ho tria entre els nacionals dels estats membres de l'ASEAN per rotació alfabètica per a un període de cinc anys.

## Secretaris generals
| Secretaris generals de l' ASEAN | Secretaris generals de l' ASEAN             | Secretaris generals de l' ASEAN |
| Nom                             | Període                                     | Estat                           |
| ------------------------------- | ------------------------------------------- | ------------------------------- |
| Hartono Dharsono                | 7 de juny de 1976 – 18 de febrer de 1978    | Indonèsia                       |
| Umarjadi Notowijono             | 19 de febrer de 1978 – 30 de juny de 1978   | Indonèsia                       |
| Ali Abdullah                    | 10 de juliol de 1978 – 30 de juny de 1980   | Malàisia                        |
| Narciso G. Reyes                | 1 de juliol de 1980 – 1 de juliol de 1982   | Filipines                       |
| Chan Kai Yau                    | 18 de juliol de 1982 – 15 de juliol de 1984 | Singapur                        |
| Phan Wannamethee                | 16 de juliol de 1984 – 15 de juliol de 1986 | Tailàndia                       |
| Roderick Yong                   | 16 de juliol de 1986 – 16 de juliol de 1989 | Brunei                          |
| Rusli Noor                      | 17 de juliol de 1989 – 1 de gener de 1993   | Indonèsia                       |
| Ajit Singh                      | 1 de gener de 1993 – 31 de desembre de 1997 | Malàisia                        |
| Rodolfo Severino Jr.            | 1 de gener de 1998 – 31 de desembre de 2002 | Filipines                       |
| Ong Keng Yong                   | 1 de gener de 2003 – 31 de desembre de 2007 | Singapur                        |
| Surin Pitsuwan                  | 1 de gener de 2008 – 31 de desembre de 2012 | Tailàndia                       |
| Lê Lương Minh                   | 1 de gener de 2013 – 31 de desembre de 2017 | Vietnam                         |
| Lim Jock Hoi                    | 1 de gener de 2018 – actualment             | Brunei                          |